# Deutschblütig
Deutschblütig ist ein Begriff aus der völkischen Bewegung und war in der Sprache des Nationalsozialismus gleichbedeutend mit dem Begriff der „Staatsangehörigen deutschen oder artverwandten Blutes“. Deutschblütig zu sein, war konstitutiv für die Zugehörigkeit zur deutschen Volksgemeinschaft und seit den Nürnberger Rassegesetzen von 1935 einschließlich des Reichsbürgergesetzes Voraussetzung für den Genuss der vollen politischen Rechte.
Der Begriff war außerdem zentral für die nationalsozialistische Blut-und-Boden-Ideologie und ging einher mit territorialen Ansprüchen des „Dritten Reichs“ außerhalb der Grenzen vom 31. Dezember 1937 und mit dem deutschen Vernichtungskrieg im Osten.
Während der NS-Herrschaft ist eine konsistente positive Definition nicht gelungen.

## Historischer Kontext (Auswahl)

Illustration der antisemitischen Parole „Gegen Junker und Juden“ in der sozialdemokratischen Satirezeitschrift Der wahre Jacob, 1891

Das im Zusammenhang mit den Bestrebungen zur Bildung eines deutschen Nationalstaats mit Beginn des 19. Jahrhunderts dominierende Verständnis sah in der Nation eine Gemeinschaft, die nicht auf einen gemeinsamen politischen Willen beruhe, so die Vertragstheorie, sondern durch vorstaatliche und objektive Merkmale gekennzeichnet sei, d. h. durch vermeintliche Wesensmerkmale wie Sprache, Herkunft und Kultur. Bereits in den deutschen Bundesstaaten und insbesondere in § 4 des später reichsweit geltenden Reichs- und Staatsangehörigkeitsgesetz vom 22. Juli 1913 war das Abstammungsprinzip (ius sanguinis) verankert. Danach erwarb ein Kind unabhängig von seinem Geburtsort die Staatsangehörigkeit seiner Eltern.
Die von Reichskanzler Otto von Bismarck betriebene Politik führte 1871 zwar zur deutschen Reichsgründung. Die Kleindeutsche Lösung schloss jedoch die außerhalb der Grenzen des Deutschen Reichs lebenden deutschsprachigen Minderheiten als Teil der deutschen Kulturnation aus. Infolge des Friedensvertrags von Versailles nach dem Ersten Weltkrieg gingen weitere Gebiets- und Bevölkerungsteile verloren.
Seit dem Ende des 19. Jahrhunderts hatte sich mit der Zivilisationskritik etwa der Heimatbewegung zudem eine romantische Vorstellung von den unverdorbenen, nordischen Völkern entwickelt. Auch die alljährlichen Nordseereisen, die Kaiser Wilhelm II. seit 1889 auf seiner Yacht Hohenzollern unternahm, hatten dazu beigetragen. Adolf Hitler verehrte zudem die germanischen Heldenmythen in den Opern von Richard Wagner.
Die jüdische Emanzipation war mit dem Gesetz, betreffend die Gleichberechtigung der Konfessionen in bürgerlicher und staatsbürgerlicher Beziehung von 1869 vollendet. Nach Art. 136 der Weimarer Verfassung von 1919 waren der Genuss bürgerlicher und staatsbürgerlicher Rechte sowie die Zulassung zu öffentlichen Ämtern unabhängig von dem religiösen Bekenntnis.
Dessen ungeachtet strebte der Antisemitismus in Deutschland seit Beginn der 1920er Jahre einem publizistischen und parteipolitischen Höhepunkt entgegen.

## Programmatik der NSDAP

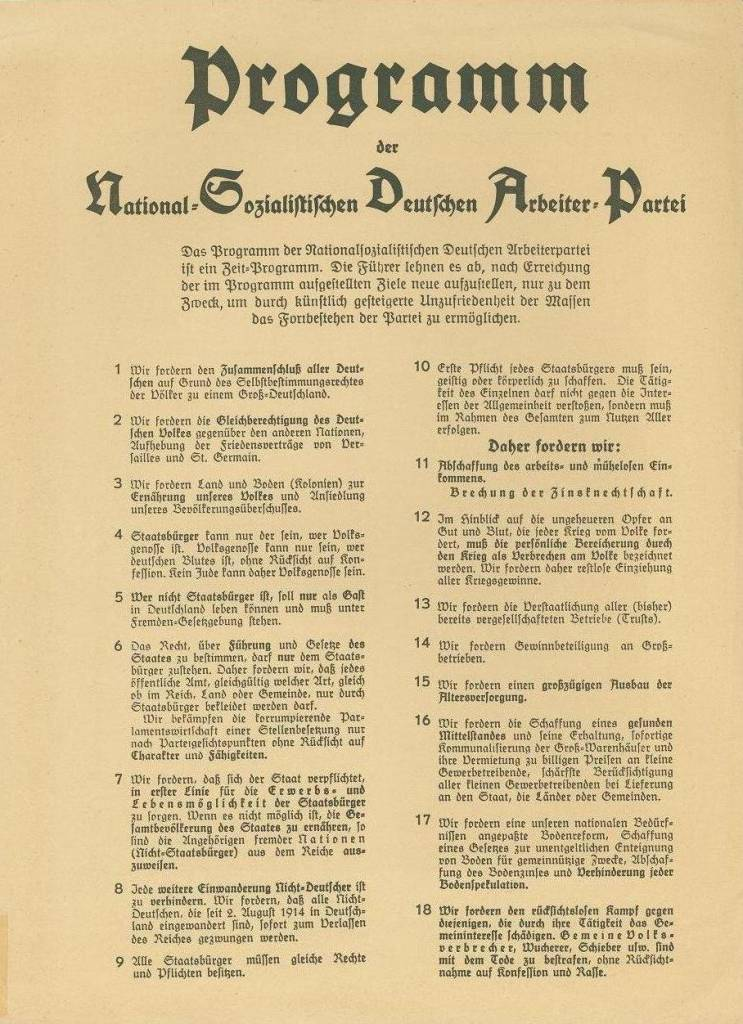
25-Punkte-Programm der NSDAP

### Parteiprogramm
Das 25-Punkte-Programm der NSDAP von 24. Februar 1920 forderte „den Zusammenschluss aller Deutschen auf Grund des Selbstbestimmungsrechtes der Völker zu einem Groß-Deutschland.“ In Punkt 4 hieß es: „Staatsbürger kann nur der sein, wer Volksgenosse ist. Volksgenosse kann nur der sein, wer deutschen Blutes ist, ohne Rücksicht auf Konfession. Kein Jude kann daher Volksgenosse sein.“
Das Recht, über Führung und Gesetze des Staates zu bestimmen, dürfe nur dem Staatsbürger zustehen. Jedes öffentliche Amt, gleichgültig welcher Art, gleich ob im Reich, Land oder Gemeinde dürfe nur durch Staatsbürger bekleidet werden. Wer nicht Staatsbürger sei, solle nur als Gast in Deutschland leben können und müsse unter Fremden-Gesetzgebung stehen.

### Adolf Hitler
Adolf Hitler schrieb in Mein Kampf, das deutsche Volk habe den Auftrag zur Schaffung eines neuen Herrenmenschen. Für diesen neuen Menschentyp hielt Hitler den arischen Menschen, dessen Züchtung zur Hauptaufgabe des NS-Staates werden müsse. Gleichzeitig führe „Rassenkreuzung“ unausweichlich zu Unfruchtbarkeit und zur „Niedersenkung des Niveaus der höheren Rasse“. Sexuelle Zusammentreffen zwischen Deutschen und Nicht-Deutschen sollten entsprechend strengen Verboten unterliegen. Kinder, die aus solchen Begegnungen hervorgingen, galten Hitler als Symbol und Beweis für das „mangelnde Rassebewusstsein der arischen Männer“ und wurden generell als Bedrohung für die „Rassereinheit“ und die nationale Stärke gesehen.

### NS-Rassentheorie
Der NS-Rassentheoretiker Hans F. K. Günther ging für den deutschen Sprachraum von zunächst fünf, später von sieben „Rassen“ aus: einer „nordischen“, einer „ostischen“, einer „dinarischen“, einer „ostbaltischen“, einer „westischen“, einer „fälischen“ (identisch mit Fritz Paudlers „dalischer Rasse“) und einer „sudetischen“. Diese Rassen müssten durch eine planmäßige Bevölkerungspolitik „aufgenordet“ werden, um in dem aus mehreren Rassen gemischten deutschen Volk den Anteil der nordischen Rasse zu erhöhen. Alfred Rosenberg verwendete die Begriffe nordisch und germanisch synonym.
Ein Kommentar zur „Rassen- und Erbpflege“ führt 1942 zur Unterscheidung fremder Völker näher aus: „Zu den Trägern artverwandten Blutes gehören die Angehörigen derjenigen Völker, die im wesentlichen von denselben Rassen abstammen wie das deutsche Volk.“ Hierzu zählten die nordischen Völker einschließlich der Engländer, aber auch Franzosen, Italiener, Balten und weitere, soweit sie sich „artrein“ erhalten hätten. Der Besitz der entsprechenden Staatsangehörigkeit reiche indes für die Beurteilung von „artverwandt“ oder „artfremd“ nicht aus; es komme auf die persönlichen rassebiologischen Merkmale an.

## Nationalsozialistische Begriffsentwicklung

### Der Begriff „(nicht-) arisch“
Zwei Monate nach der Machtergreifung wurden mit dem sog. Arierparagraphen im Gesetz zur Wiederherstellung des Berufsbeamtentums (Berufsbeamtengesetz) vom 7. April 1933 Beamte, die „nicht arischer Abstammung“ waren, in den Ruhestand versetzt.
Als nicht arisch galt nach der Ersten Verordnung zur Durchführung des Gesetzes zur Wiederherstellung des Berufsbeamtentums vom 11. April 1933, wer von nicht arischen, insbesondere jüdischen Eltern oder Großeltern abstammte. Es genügte, wenn ein Elternteil oder ein Großelternteil nicht arisch waren. Dies war insbesondere dann anzunehmen, wenn ein Elternteil oder ein Großelternteil der jüdischen Religion, synonym der jüdischen Rasse angehörte.
Wer als Reichsbeamter neu berufen werden wollte bzw. eine Ehe eingehen wollte, hatte nachzuweisen, dass er und sein Ehegatte arischer Abstammung waren. Als „nicht-arisch“ wurden neben Juden auch „Zigeuner, Zigeunermischlinge und nach Zigeunerart herumziehende Personen“ sowie „Rheinlandbastarde“ und andere sog. Afrodeutsche angesehen. Unterschiedlich wurden Perser, Afghanen und Japaner bewertet.
Der Nachweis einer arischen Abstammung (sog. Ariernachweis) der Reichsstelle für Sippenforschung wurde auch zur Zugangsvoraussetzung für zahlreiche akademische Berufe außerhalb des öffentlichen Dienstes sowie den aktiven Wehrdienst in der Wehrmacht, höhere Parteiämter, die Mitgliedschaft in den Parteiorganisationen, insbesondere der SS oder das aktive und passive Wahlrecht. Schon vor Einführung des sog. Arierparagraphen im Beamtenrecht wurden am 1. April 1933 jüdische Geschäfte boykottiert, Unternehmen oder andere Vermögensgegenstände von Juden gingen durch Arisierung auf Nichtjuden über. Für den Nachweis der arischen Abstammung im Sinne des Wehrgesetzes galten besondere Bestimmungen. Nach Bryan Mark Rigg konnten jüdische Mischlinge aufgrund einer sog. Deutschblütigkeitserklärung Offiziere der Wehrmacht werden.
Nationalsozialistische Wissenschaftler wiesen auf eine gebräuchliche Gleichsetzung von „arisch“ mit „indogermanisch“ hin und empfahlen, stattdessen „nichtjüdisch“ oder „deutschblütig“ zu benutzen.
Hochrangige Vertreter des Reichsjustizministeriums, des Rasse- und Siedlungshauptamtes sowie Ernst Rüdin vom Reichsinnenministerium schlugen im Juni 1935 eine andere gesetzliche Bezeichnung anstelle von „Arier“ vor: Es solle unterschieden werden zwischen Deutschstämmigen aus Deutschland und dem germanischen Lebensraum, „Stammesverwandten“ aus angrenzenden Nachbarstaaten und „Fremdstämmigen“ ohne jede „blutsmäßige Verbindung zum deutschen Volke“. Bei künftigen Verordnungen sollten demzufolge Angehörige befreundeter Länder wie Japan nicht mehr als „Nicht-Arier“ eingeordnet und diskriminiert, sondern als „stammesverwandt“ von Benachteiligungen befreit werden.
Der Nationalsozialismus verschmolz in den „Staatsangehörigen deutschen oder artverwandten Blutes“ die Begriffe Nation, Volk, Staatsbürgerschaft, „Rasse“, Abstammung und Blut im Sinne der Erbbiologie.

### „Staatsangehörige deutschen oder artverwandten Blutes“

#### Reichsgebiet
Im Dezember 1933 gab das Reichsministerium des Innern eine Dienstanweisung für die Standesbeamten und ihre Aufsichtsbehörden heraus, in welcher der Begriff des deutschen oder artverwandten Blutes definiert wird:

„Deutschen oder artverwandten Blutes ist, wer der nordischen, fälischen, dinarischen, westischen, ostischen oder ostbaltischen Rasse oder einer Mischung dieser Rassen angehört. Dies wird im allgemeinen bei den Angehörigen der Völker, die in Europa geschlossene Siedlungen bewohnen, und bei ihren artreinen Abkömmlingen in außereuropäischen Ländern der Fall sein. Für Personen deutschen und für Personen artverwandten Blutes ist der einheitliche Begriff ‚deutschblütig‘ zu verwenden, der an die Stelle des früher verwendeten Begriffes ‚arisch‘ getreten ist.“

Alle anderen Personen waren demnach „artfremden Blutes“ (fremdblütig). In Deutschland kamen außer den Juden im Allgemeinen Zigeuner als fremdblütig in Betracht.
Im September 1935 wurde dann in den Nürnberger Gesetzen der Ausdruck „Staatsangehörige deutschen oder artverwandten Blutes“ statt des Ausdrucks arisch aus dem Berufsbeamtengesetz verwendet.
Nur „Staatsangehörige deutschen oder artverwandten Blutes“, die zudem „durch ihr Verhalten beweisen, dass sie gewillt und geeignet sind, in Treue dem deutschen Volk und Reich zu diesen“, waren Reichsbürger. Nur der Reichsbürger war „der alleinige Träger der vollen politischen Rechte nach Maßgabe der Gesetze“ (§ 2 des Reichsbürgergesetzes).
„Durchdrungen von der Erkenntnis, dass die Reinheit des deutschen Blutes die Voraussetzung für den Fortbestand des deutschen Volkes ist“, verbot das Gesetz zum Schutz des deutschen Blutes und der deutschen Ehre (sog. Blutschutzgesetz) vom 15. September 1935 die Eheschließung sowie den außerehelichen Geschlechtsverkehr zwischen Juden und „Staatsangehörigen deutschen oder artverwandten Blutes“ und schuf den Straftatbestand der sog. Rassenschande. Nach der Ersten Verordnung zur Ausführung des Gesetzes zum Schutze des deutschen Blutes und der deutschen Ehre vom 14. November 1935 sollte eine Ehe ferner nicht geschlossen werden, „wenn aus ihr eine die Reinerhaltung des deutschen Blutes gefährdende Nachkommenschaft zu erwarten ist.“ Eine solche Gefährdung wurde bei der „Eheschließung von deutschblütigen Personen mit Zigeunern, Negern oder ihren Bastarden“ angenommen.
Die gesetzliche Definition eines „Juden“ enthielt die Erste Verordnung zum Reichsbürgergesetz vom 14. November 1935. Sie wurde vor allem aufgrund der Zugehörigkeit der Großeltern zur jüdischen Religionsgemeinschaft festgestellt. Bei Personen, die nicht als religiöse Juden registriert waren, galten Kirchenbücher als wichtigste Quelle.
Wer selbst zum Christentum konvertiert war oder Vorfahren hatte, für die dies anhand von Kirchenbüchern nachgewiesen werden konnte, galt dennoch als „Voll-“, „Halb-“ oder „Vierteljude“. Auch sogenannte Judenchristen (jüdische Konvertiten) wurden damit ungeachtet ihrer Konfession aus dem deutschen Staatsverband ausgeschlossen.
Nach einem Erlass Heinrich Himmlers vom 8. Dezember 1938 sollte die Rassenzugehörigkeit der einzelnen im Deutschen Reich lebenden „Zigeuner und der nach Zigeunerart umherziehenden Personen“ festgestellt werden. Dazu waren alle „Zigeuner, Zigeunermischlinge und nach Zigeunerart umherziehenden Personen“ verpflichtet, sich einer rassebiologischen Untersuchung zu unterziehen und die notwendigen Angaben über ihre Abstammung beizubringen. 1941 entwickelte die Rassenhygienische Forschungsstelle (RHF) ein Modell für „Zigeuner-Mischlingsanteile“, die in „Vollzigeuner“, „Mischlinge“ und „deutschblütige Personen“ unterschied. Im Auschwitz-Erlass vom 16. Dezember 1942 erteilte Himmler dann den Befehl, die auf dem Reichsgebiet lebenden sogenannten „Zigeunermischlinge, Rom-Zigeuner und nicht deutschblütige Angehörige zigeunerischer Sippen balkanischer Herkunft“ ungeachtet ihrer ganz überwiegend christlichen (katholischen) Konfession in Konzentrationslager einzuweisen. Betroffene, die als „sozial angepasst“ betrachtet wurden, sollten von den Deportationen ausgenommen werden, doch blieben die Auswahlkriterien unklar.
Von den „Staatsangehörigen deutschen oder artverwandten Blutes“ waren darüber hinaus alle „rassisch Minderwertigen“ ausgeschlossen, was letztlich ihre Ermordung legitimieren sollte.
Die Staatsangehörigkeit von emigrierten oder deportierten deutschen Juden, außerdem ihr Vermögen und ihr Erbrecht, gingen mit der Elften Verordnung zum Reichsbürgergesetz vom 25. November 1941 verloren.

#### Deutsche außerhalb des Altreichs
In Ost- und Südosteuropa lebende deutschsprachige Bevölkerungsgruppen (sogenannte Volksdeutsche) sollten nach dem Generalplan Ost in einem einheitlichen deutschen Siedlungsgebiet bis zu einer Linie von der Krim bis Leningrad zusammengeführt werden. Die dafür erforderlichen Heim-ins-Reich-Umsiedlungen waren nach dem Anschluss Österreichs und der Besetzung des Sudetenlandes ein Teil der expansiven Volkstumspolitik der Nationalsozialisten.
Nach Beginn des Zweiten Weltkriegs stellte Hitler im Führererlass betreffend die Verwaltung der Ostgebiete vom 7. Oktober 1939 fest, die Folgen von Versailles seien in Europa seien beseitigt. Damit habe das Großdeutsche Reich die Möglichkeit, „deutsche Menschen“, die bisher in der Fremde leben mussten, in seinem Raum aufzunehmen und anzusiedeln und innerhalb seiner Interessengrenzen die Siedlung der Volksgruppen so zu gestalten, dass bessere Trennungslinien zwischen ihnen erreicht werden. Die Durchführung dieser Aufgabe wurde dem Reichsführer-SS Heinrich Himmler in seiner Eigenschaft als Reichskommissar für die Festigung deutschen Volkstums übertragen.
Nach dem Erlass des Führers und Reichskanzlers über Gliederung und Verwaltung der Ostgebiete vom 8. Oktober 1939 sollten die Bewohner der eingegliederten Gebiete, die „deutschen oder artverwandten Blues“ waren, deutsche Staatsangehörige werden.

### Der Begriff „deutschblütig“

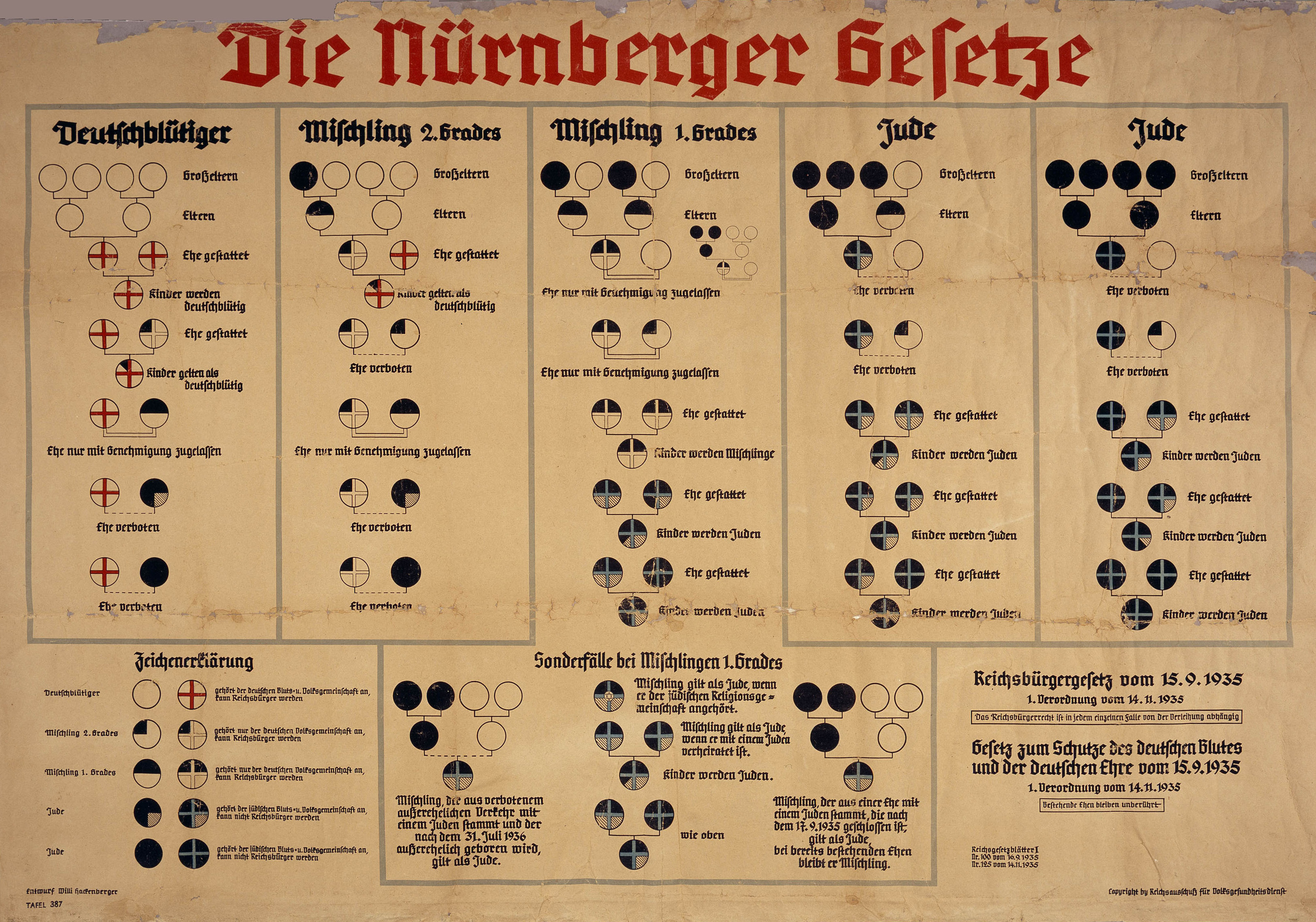
„Deutschblütige“ (li. Spalte) in der Bildtafel zu den Nürnberger Gesetzen (1935)

Die Verwaltungssprache brauchte einen kurzen adjektivischen Begriff, weshalb aus dem umständlichen „Staatsangehörigen deutschen oder artverwandten Blutes“ der Nürnberger Gesetze der Deutschblütige wurde. Ein Runderlass des Preußischen Ministeriums des Innern vom 26. November 1935 zum „Verbot von Rassenmischehen“ bestimmte, dass nunmehr „im Geschäftsverkehr für eine Person deutschen oder artverwandten Blutes der Begriff ‚Deutschblütiger‘ zu verwenden“ sei.

### Der Begriff „nicht-germanisch“ bzw. „fremdvölkisch“ in den besetzten Gebieten
Nach Beginn des Zweiten Weltkriegs kam es im besetzten Osteuropa trotz eines generellen Verbots zu sexuellen Kontakten zwischen Wehrmachts-, SS- und Polizeiangehörigen sowie Angehörigen ziviler Besatzungsbehörden mit einheimischen Frauen, die als „fremdvölkisch“ galten und den „deutschen Volkskörper“ gefährdeten. Die Vorstellung vom „virilen kampfkräftigen Soldaten“ durchkreuzte so die NS-Vision der „Reinheit der Rasse“.
Dass die meisten Frauen in den Wehrmachtsbordellen in den besetzten Gebieten der Sowjetunion nach den Kriterien der NS-Rassenhygiene als „fremdvölkisch“ oder „andersrassig“ kategorisiert worden wären, wurde auch vom Oberkommando der Wehrmacht (OKW) toleriert. Himmler befürwortete diese Art der „Rassenmischung“ explizit, weil sie vermeintlich außerhalb persönlicher Bindungen und Fortpflanzung stattfand. Ein im Juli 1942 geplantes Ehegesetz für deutsche Männer im „Ostland“ lehnte Himmler ab.
1942 fasste Himmler die Kategorie „artverwandtes Blut“ neu, die auch in eine Neufassung des Blutschutzgesetzes nach dem Endsieg eingehen sollte. Wurde bisher „das Blut aller Völker, die geschlossen in Europa siedeln, als artverwandt bezeichnet“, was etwa Polen, Russen und Madjaren einschloss, sei nunmehr „die klare Abgrenzung der nichtgermanischen Völker, vor allem der im gleichen Siedlungsraum mit uns lebenden Slawen sowie der im Reich tätigen fremdvölkischen Arbeiter, mit dem Ziel der Unterbindung jeder Blutsvermischung“ erforderlich. Während Norweger damit als „germanisch“ gekennzeichnet wurden, fielen Russen nun unter die Kategorie „nichtgermanisch“. „Stammesgleichen Blutes“ seien auch einzelne „eindeutschungsfähige“ Menschen bzw. Sippen der nichtgermanischen Völker, die in ihrem Erscheinungsbild – und damit, nach dem Gesetz der großen Zahl, auch in ihrem Erbbild – vorwiegend nordisch-fälische Rassenelemente besitzen. Es werde sich bei ihrer Eindeutschung weitgehend um die Rückgewinnung verschütteten germanischen bzw. deutschen Blutes handeln.
Himmler definierte in einer Rede am 16. September 1942 als volkstumspolitische Ziele in Osteuropa:

„Bei all den Völkern, die wir vor uns haben, da wird alles, was in diesem Mischmasch, ob Pole, Ukrainer, Weißrusse usw. an gutem Blut in diesem Riesenorganismus, wenn ich das Volk als Gesamtorganismus nehme, jeder herausdestillierte reine Blutstropfen herübergenommen oder, wenn er sich nicht mehr herübernehmen lässt, ausgelöscht.“

Umgekehrt wollte der Reichsminister für die besetzten Ostgebiete Alfred Rosenberg vermeiden, „dass den fremden Völkern des Ostens durch die außerehelich von Deutschen erzeugten Kinder ein deutscher Blutstrom zugeführt wird und gleichzeitig dem deutschen Volkstum wertvolle Kräfte verlorengehen.“

### Lebensborn
Um die im Zweiten Weltkrieg unehelich geborenen Kinder deutscher Besatzungstruppen unter deutschen Einfluss zu bringen, etwa durch Übernahme der Vereinsvormundschaft nach dem Reichsgesetz für Jugendwohlfahrt, gehörte es zu den satzungsmäßigen Zwecken des Lebensborn e. V., dessen Vorsitzender Himmler war, „rassisch und erbbiologisch wertvolle werdende Mütter zu betreuen, bei denen nach sorgfältiger Prüfung der eigenen Familie des Erzeugers durch den Verein anzunehmen ist, dass gleich wertvolle Kinder zur Welt kommen“. Voraussetzung der Betreuung von Müttern war, „dass sie in rassischer und erbbiologischer Hinsicht alle Bedingungen erfüllen, welche in der Schutzstaffel allgemein gelten“ (sog. Großer Ariernachweis). Dennoch in den „Lebensborn“-Heimen geborene Kinder mit schweren Behinderungen wurden in sogenannte Kinderfachabteilungen überwiesen und im Rahmen der Kinder-Euthanasie ermordet. Bislang sind 17 getötete „Lebensborn“-Kinder bekannt. Die vom „Lebensborn“ geführten Standesamtsunterlagen wurden bei Kriegsende vernichtet.

## NS-Institutionen
Das Rassenpolitische Amt der NSDAP war unter anderem für die Sprachregelung in der sogenannten Rassenfrage zuständig.
Der Reichsausschuss zum Schutze des deutschen Blutes und die Reichsstelle für Sippenforschung waren im Reichsministerium des Innern angesiedelt.
Die von Himmler begründete Forschungsgemeinschaft Deutsches Ahnenerbe sollte ab 1935 „Raum, Geist, Tat und Erbe des nordrassischen Indogermanismus erforschen“ und die angebliche rassische Überlegenheit des „arischen Menschen“ wissenschaftlich nachweisen. Die Rassenhygienische Forschungsstelle und die Reichszentrale zur Bekämpfung des Zigeunerunwesens unterstanden als Polizeibehörden dem ebenfalls von Himmler gegründeten Reichssicherheitshauptamt.

## Seroanthropologische Forschung
Bereits zu Beginn des 20. Jahrhunderts gab es Versuche zur Blutanalyse, um mit naturwissenschaftlichen Methoden die Eigenschaft eines Menschen festzustellen. Insbesondere Seroanthropologen als an der Kategorie der Rasse orientierte Blutgruppenforscher betrieben entsprechende Forschungen.
Tatsächlich ist es selbst im 21. Jahrhundert mit einem normalen DNA-Test nur möglich, die Herkunft der Vorfahren eines bestimmten Menschen aus einem bestimmten Erdteil oder einer Großregion wie dem Mittelmeerraum zu bestimmen, und das auch nur mit einer relativ großen Wahrscheinlichkeit, nicht aber die Herkunft aus einem bestimmten Land oder die Abstammung von einer bestimmten Ethnie. Selbst die genannte Leistung ist nicht durch eine Blutanalyse möglich, sondern nur durch eine Analyse desjenigen Teils des Genoms des betreffenden Menschen, der variabel ist (mehr als 99 % des Genoms aller Vertreter der Art Homo sapiens sind gleich). Die vollständige Entschlüsselung des Erbguts des Menschen gelang erstmals 2003.

## Völkisches Denken nach 1945
Deutscher Nationalismus und Antisemitismus sind mit der Entnazifizierung Deutschlands nicht verschwunden. Der in der NS-Zeit einschlägig hervorgetretene Schriftsteller Karl Götz beispielsweise sah 1951 ein „feine(s) Netz aus deutschem Blut, das über alle Länder gesponnen ist“. Emil Wezel, seit 1939 Herausgeber der Reihe Brot und Wein, postulierte 1958 eine „dunkle Erinnerungstiefe des Blutes“.
Geblieben ist auch die Ansicht, „deutsch“ und „jüdisch“ seien Gegensätze. Deutscher Staatsangehörigkeit und jüdischen Glaubens zu sein, ist jedoch kein Widerspruch. Artikel 116 des Grundgesetzes für die Bundesrepublik Deutschland bestimmt seit 1949, wer Deutscher im Sinne des Grundgesetzes ist und ermöglicht die sogenannte Wiedergutmachungseinbürgerung.
Gesetzentwürfe zur Änderung des Art. 3 Abs. 3 GG, wonach niemand wegen seiner „Rasse“ benachteiligt oder bevorzugt werden darf, fanden im Deutschen Bundestag bisher keine Mehrheit. Der Begriff war historisch als Gegenbegriff zur NS-Rassenideologie gemeint. Die in dem Wort zum Ausdruck kommende willkürliche, auf biologistischen Begründungsmustern oder kulturellen Zuschreibungen beruhende Kategorisierung und Hierarchisierung von Menschen kollidiere jedoch mit der Menschenwürdegarantie und dem Grundsatz der Gleichheit aller Menschen vor dem Gesetz. Er perpetuiere die unwissenschaftliche Vorstellung von der Existenz menschlicher Rassen. Art. 3 Abs. 3 GG reagiere jedoch auf die Schoa und trage diesem Umstand durch die Beibehaltung des Begriffs „Rasse“ Rechnung.
2024 wurde das Wort „biodeutsch“ zum Unwort des Jahres gewählt. Es sei „eine gedankenlose und unreflektierte, nicht-satirische, also wörtlich gemeinte Verwendung festzustellen.“ Dabei werde ‚Deutschsein‘ naturbezogen begründet, um eine Abgrenzung und Abwertung von Deutschen mit Migrationsbiografie vorzunehmen. Diese biologistische Sicht sei problematisch, weil damit Personen aufgrund ihrer Gene für zugehörig oder nicht zugehörig zu einer Gesellschaft erklärt werden.

## Zeitgenössische Literatur
- Herman Wirth: Was heißt deutsch? Ein urgeistesgeschichtlicher Rückblick zur Selbstbesinnung und Selbstbestimmung. E. Diederichs, Jena 1931; 2. Auflage 1934.
- Zeitschrift Germanien. Monatshefte für Germanenkunde zur Erkenntnis deutschen Wesens (1933–1945)

## Sekundärliteratur
- Cornelia Schmitz-Berning: Vokabular des Nationalsozialismus. Walter de Gruyter, Berlin 2007, ISBN 978-3-11-019549-1, Wortfeld „Blut…“: S. 109–125.
- Christina von Braun, Christoph Wulf (Hrsg.): Mythen des Blutes. Campus Verlag, Frankfurt am Main 2007, ISBN 978-3-593-38349-1.
- Caspar Battegay: Das andere Blut: Gemeinschaft im deutsch-jüdischen Schreiben 1830–1930. Böhlau, Köln/Weimar/Wien 2011, ISBN 978-3-412-20634-5.
- Christina von Braun: Blut als Metapher in Religion und Kunst. Vortrag auf dem Evangelischen Kirchentag Frankfurt am Main, 15. Juni 2001 (PDF; 154 kB).
- Dem Führer blond genug, Die Zeit Nr. 15/1997 vom 4. April 1997
- Philipp Lenhard: Volk oder Religion? Die Entstehung moderner jüdischer Ethnizität in Frankreich und Deutschland 1782–1848 (= Religiöse Kulturen im Europa der Neuzeit, Bd. 4), Vandenhoeck & Ruprecht, 2014, ISBN 978-3-525-31025-0 (online).
- Georg Lilienthal: Der „Lebensborn e. V“: Ein Instrument nationalsozialistischer Rassenpolitik. 2. Auflage, Frankfurt am Main, 2003.
- Frank Mecklenburg: Als deutsch-jüdisch noch deutsch war. Die digitalisierten Sammlungen des Leo Baeck Institut Archivs bis 1933. In: Elke-Vera Kotowski: Das Kulturerbe deutschsprachiger Juden. Eine Spurensuche in den Ursprungs-, Transit- und Emigrationsländern. De Gruyter, 2014, S. 500–510.
- Sebastian Rosenberger: „Das Blut ist der Brennstoff, den die metaphysische Flamme des Schicksals verbrennt“. Der Begriff des ‚Blutes‘ in Ernst Jüngers politischer Publizistik. In: Julien Reitzenstein, Dirk Rupnow, Bernd-A. Rusinek: Völkisches Denken 1848 bis 1948. Von der Paulskirche über Weimar zum Petersberg. Walter de Gruyter, 2023, ISBN 978-3-11-069734-6, S. 193–211 (PDF).